# 메르세데스-벤츠 SLK
메르세데스-벤츠 SLK(Mercedes-Benz SLK)는 다임러 AG가 제조해 메르세데스-벤츠로 판매하는 로드스터이다.

## 1세대(R170)

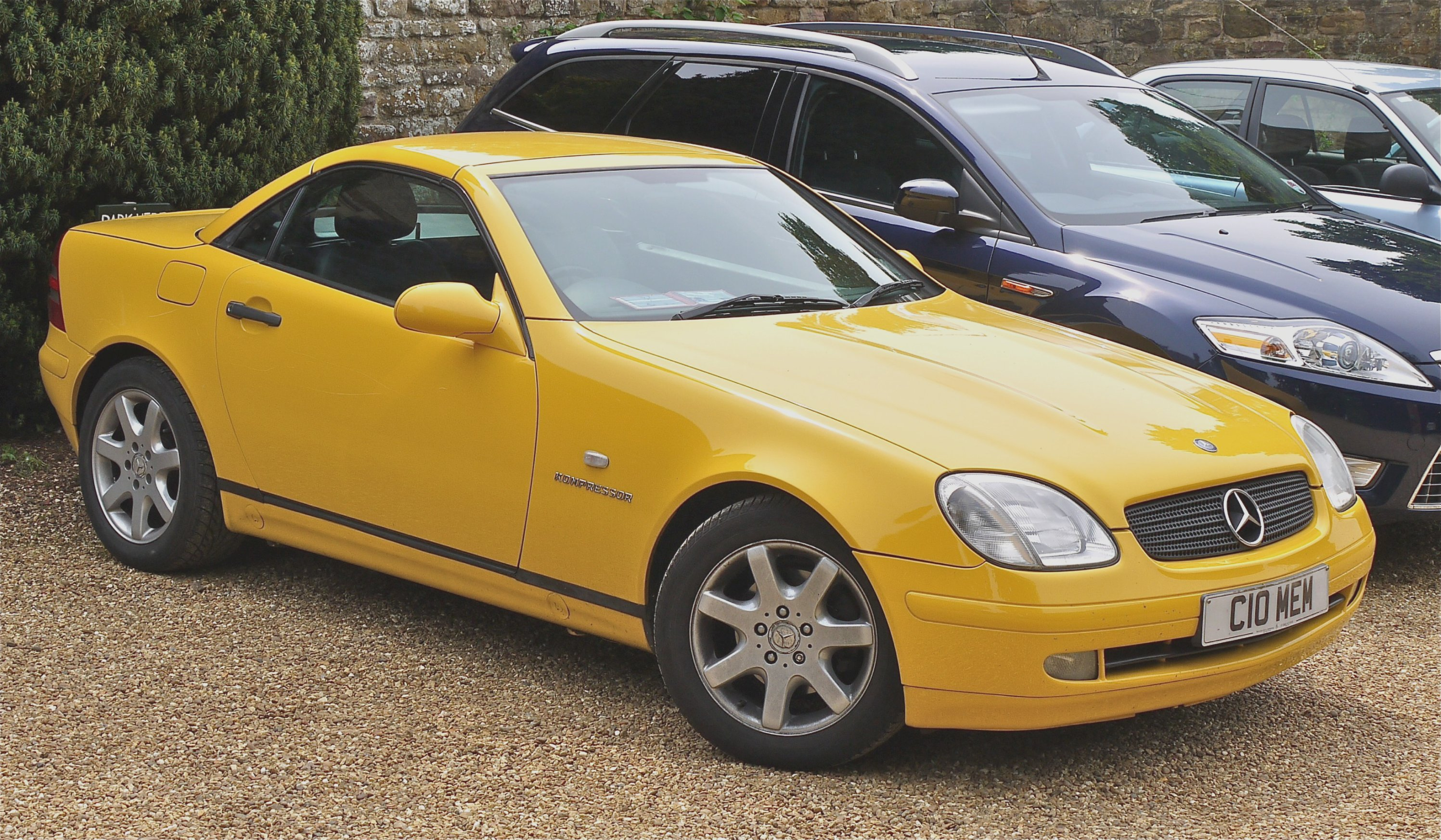
메르세데스-벤츠 SLK(전기형) 정측면

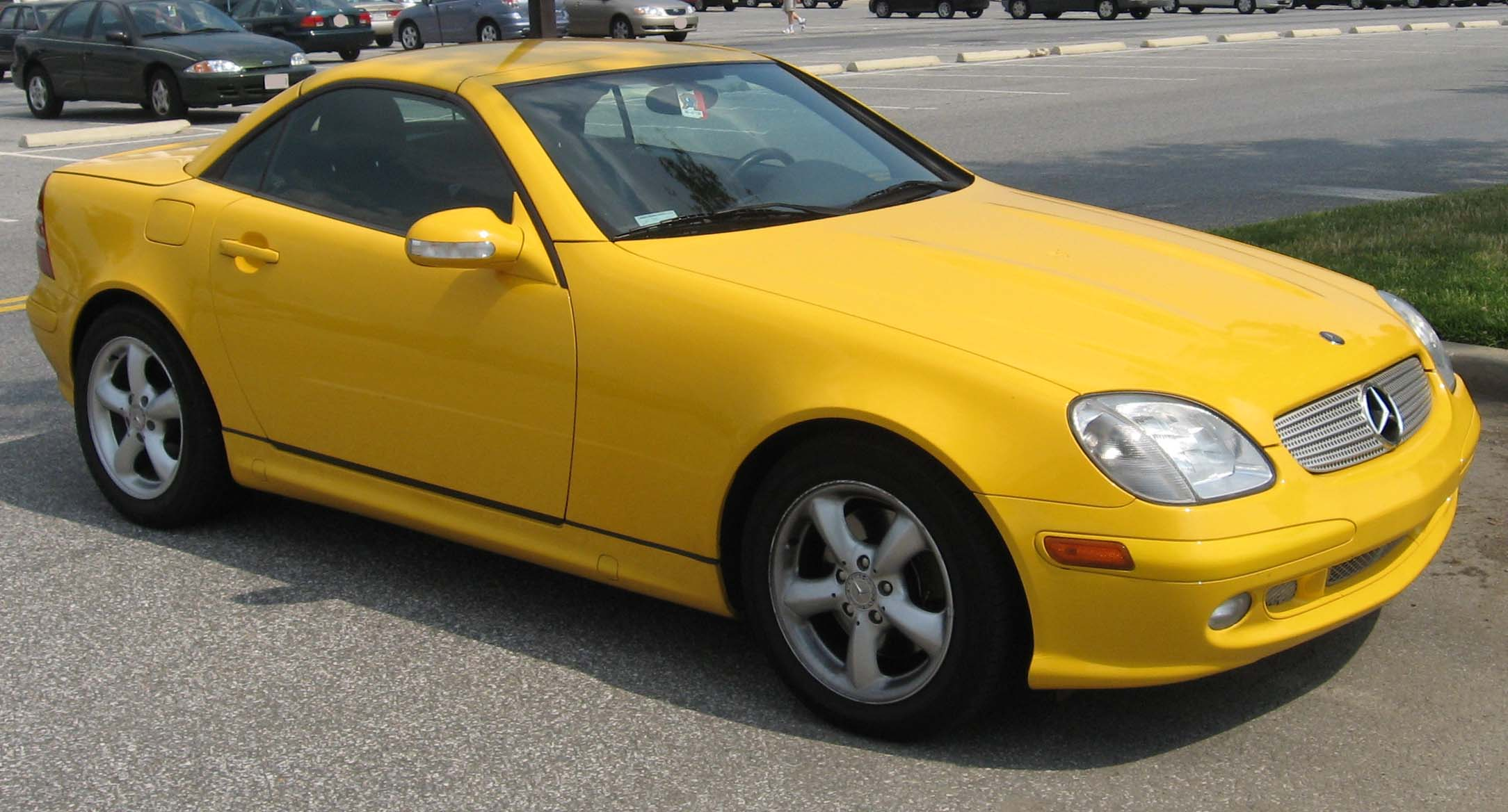
메르세데스-벤츠 SLK(후기형) 정측면

C 클래스(W202)를 베이스로 한 컴팩트 로드스터로 개발되었으며, 1996년에 시판되었다. SLK는 전기 유압 시스템을 통해 지붕 전체가 25초 안에 트렁크 안으로 접혀 들어가는 배리오 루프가 장착되어 안전성과 정숙성을 높였다. 배기량과 슈퍼 차저 유무에 따라 SLK200, SLK200K, SLK230K, SLK320, SLK32 AMG 등의 트림이 있고, 2001년에 소폭의 페이스 리프트를 거쳤다. 크라이슬러가 다임러 AG가 합병한 이후에 출시한 크로스파이어는 1세대 SLK의 플랫폼 및 V6 3.2L SOHC 엔진을 공용한다.

## 2세대(R171)

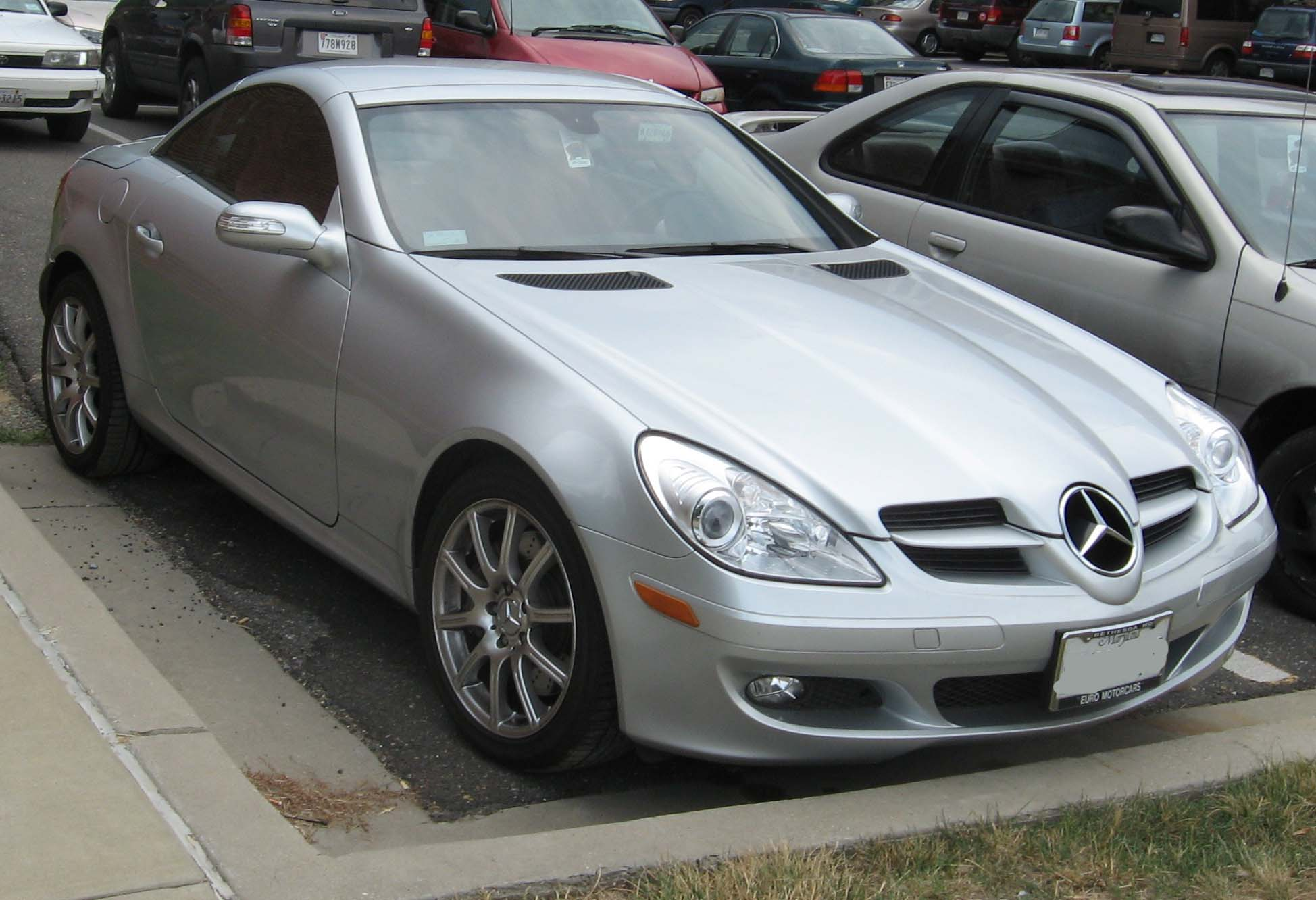
메르세데스-벤츠 SLK(전기형) 정측면

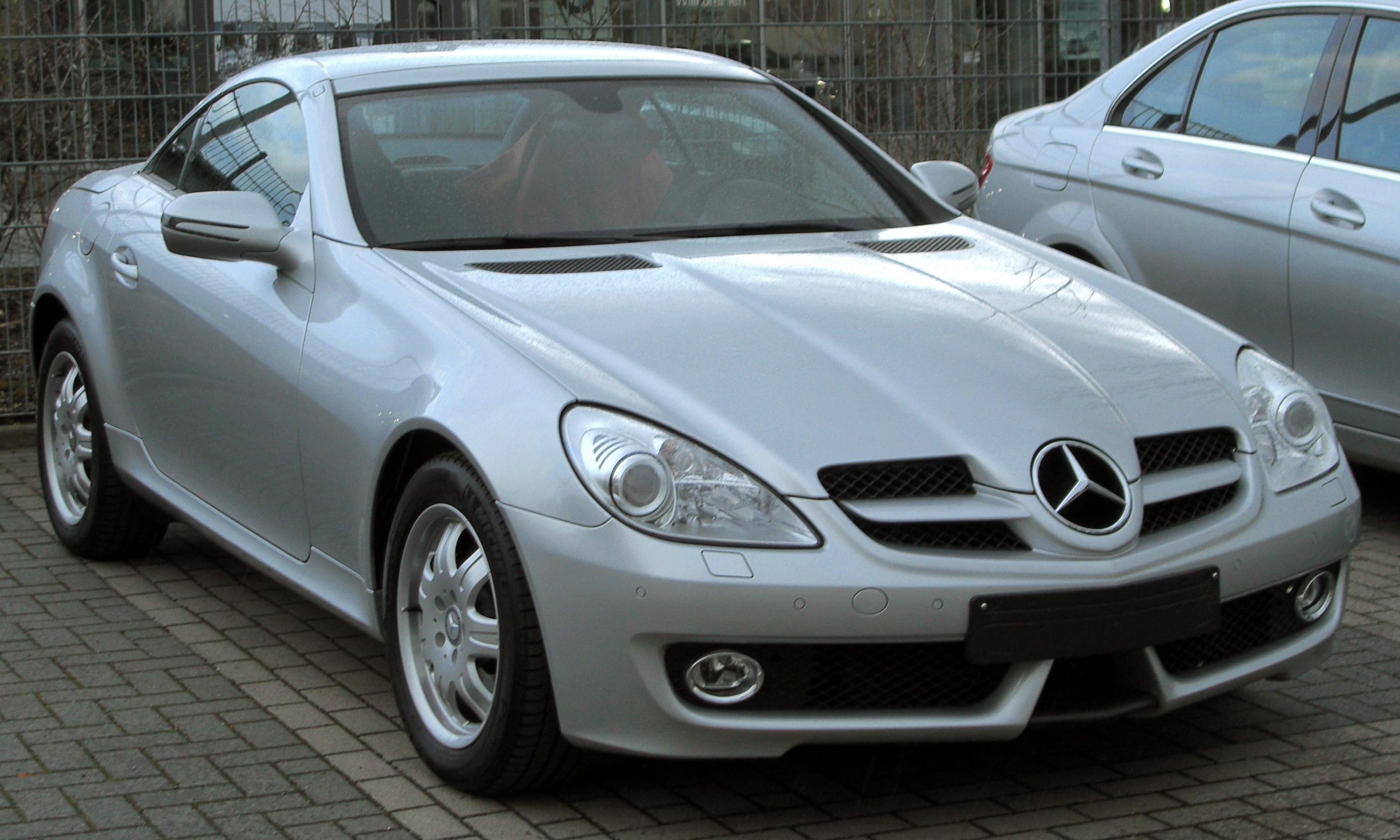
메르세데스-벤츠 SLK(후기형) 정측면

2004년에 SLR 맥라렌을 연상시키는 듯한 디자인으로 풀 모델 체인지를 거쳤다. 세계 최초로 헤드 레스트에서 따뜻한 바람이 나오는 에어 스카프 히팅 시스템을 장착해 추운 날씨에도 오픈 드라이빙을 즐길 수 있게 했다. 배리오 루프는 1세대에 비해 3초 더 빨라져 22초에 개폐되고, 7단 자동변속기, 바이 제논 헤드 램프 및 코너링 라이팅, 자동 기후 조절 장치 등이 적용되었다. 2008년에 소폭의 페이스리프트를 거쳤다.

## 3세대(R172)

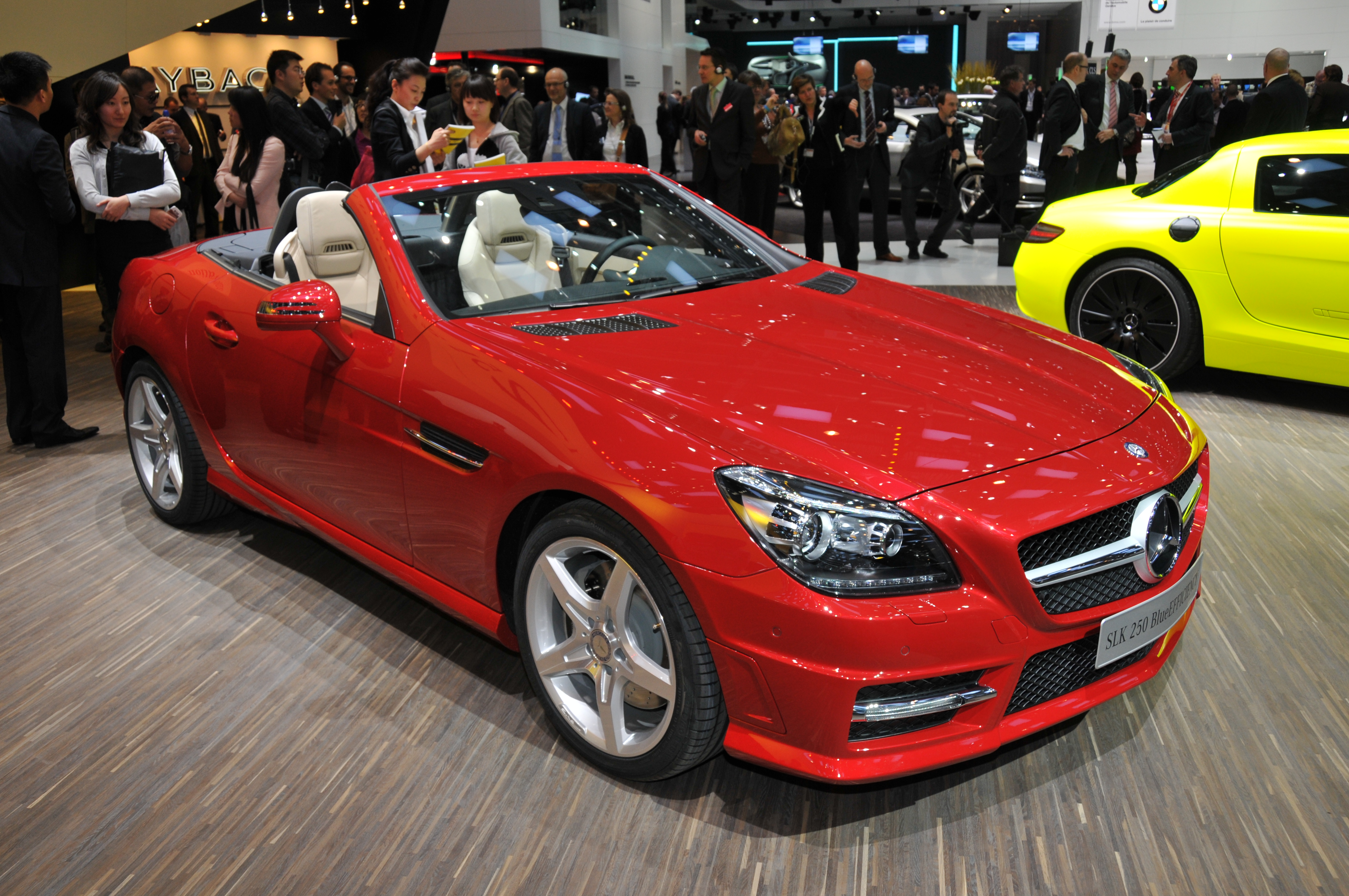
메르세데스-벤츠 SLK 정측면

2011년에 공개되었다. 전면부가 2세대에 비해 더 길어졌지만, 공기 저항 계수는 향상되었다. 발광 다이오드 헤드 램프, 실내 유입 바람을 차단시켜 주는 에어 가이드, 최적의 가시 거리 확보를 가능케 하는 인텔리전트 라이트 시스템, 편리한 주차를 돕는 파크 트로닉 등을 갖췄다. 배리오 루프에는 버튼 하나로 지붕의 투명도를 조절해 지붕을 열지 않아도 빛이 투과되는 매직 스카이 컨트롤이 적용되었다. 2016년 6월에는 직명법으로 인해 메르세데스-벤츠 SLC로 이름이 바뀌었다.